# 北哥倫布 (印第安納州)
北哥倫布（英語：North Columbus）是位於美國印第安納州巴塞洛繆縣的一個非建制地區。該地的面積和人口皆未知。

## 地理
北哥倫布的座標為39°14′00″N 85°54′03″W / 39.23333°N 85.90083°W，而該地的平均海拔高度為195米（即640英尺）。